# Bertiolo
Bertiolo (friülà Bertiûl) és un municipi italià, dins de la província d'Udine. L'any 2007 tenia 2.542 habitants. Limita amb els municipis de Codroipo, Lestizza, Rivignano, Talmassons i Varmo.

## Administració
| Període | Identitat        | Partit        |
| ------- | ---------------- | ------------- |
| 2004-   | Mario Battistuta | Llista cívica |